# Croix de l'ordre du Christ
 (décembre 2024).
Si vous disposez d'ouvrages ou d'articles de référence ou si vous connaissez des sites web de qualité traitant du thème abordé ici, merci de compléter l'article en donnant les références utiles à sa vérifiabilité et en les liant à la section « Notes et références ».

Croix de l'Ordre du Christ

La Croix de l'Ordre du Christ (en portugais : Cruz da Ordem de Cristo), également connue sous le nom de Croix du Portugal (Cruz de Portugal) ou de Croix portugaise (Cruz Portuguesa), est la croix symbolisant le Portugal, originaire de l'Ordre portugais du Christ, fondée en 1319. À l'époque du prince Henri le Navigateur, la croix fut associée aux découvertes portugaises et à l'empire portugais. La croix peut être considérée comme une variante de la croix pattée ou de la croix potencée.

## Histoire

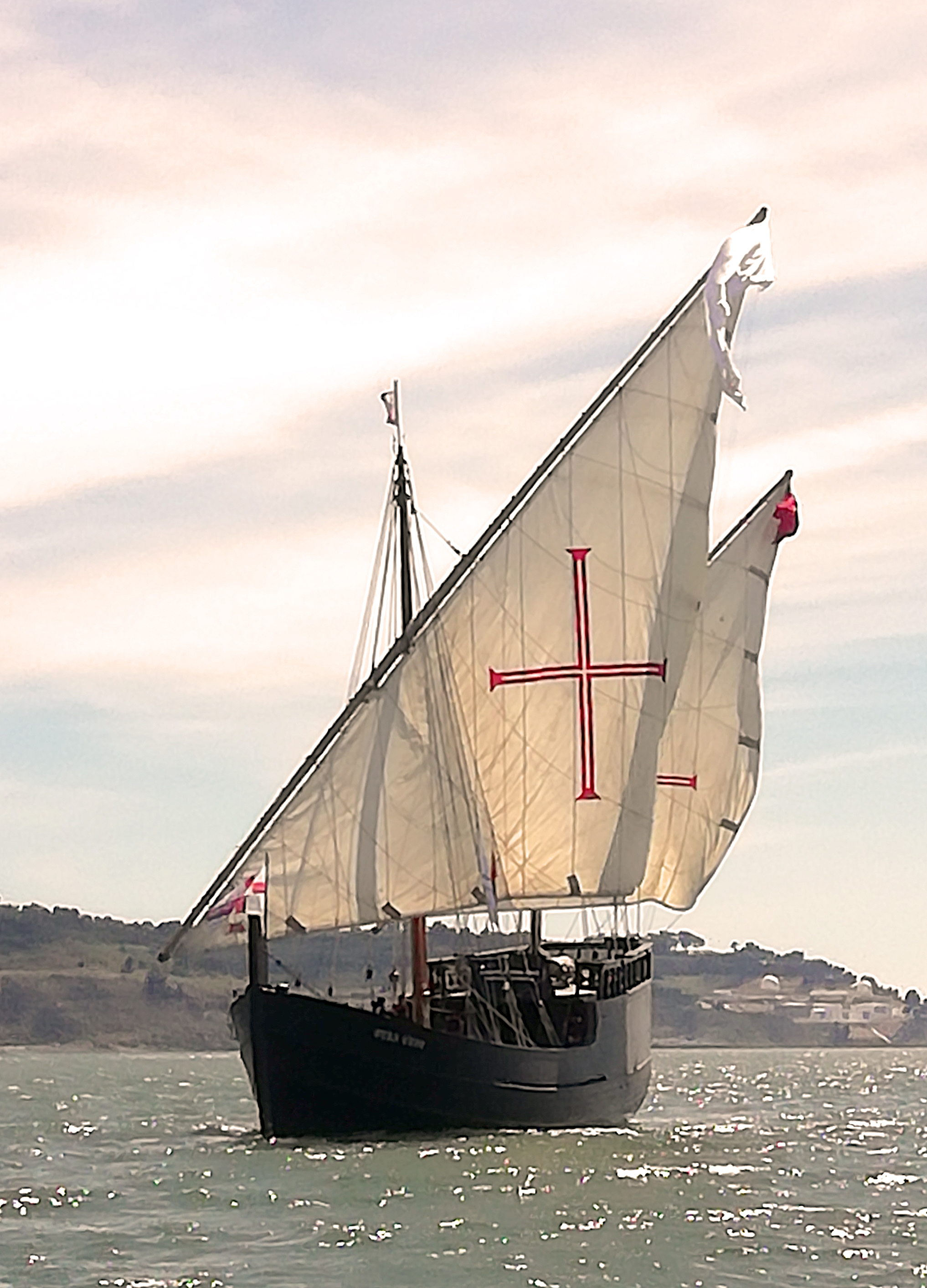
Réplique d'une caravelle portugaise utilisée lors des découvertes portugaises.

Comme l'Ordre du Christ, dirigé par le prince Henri le navigateur, était l'un des principaux développeurs des découvertes portugaises, la croix du Christ était utilisée sur les voiles des caravelles, caraques et autres navires portugais impliqués dans l'exploration des mers. Pour cette raison, l'emblème a été associé à jamais aux découvertes portugaises, ce qui en fait l'un des principaux symboles des découvertes et de l'empire portugais d'outre-mer.
Après que Manuel, duc de Beja et gouverneur de l'Ordre du Christ, devenu roi du Portugal, la Croix du Christ en vint à être considérée et utilisée comme un emblème national du Portugal. Il est depuis devenu un emblème générique portugais et, plus tard, brésilien. Après que Pedro ait déclaré l'indépendance du Brésil et soit devenu empereur du Brésil, la croix du Christ était également présente dans les armoiries et le drapeau de l'ancien empire du Brésil.
Depuis 1789, la Croix du Christ est représentée sur l'écharpe des Trois Ordres.
C'était aussi le symbole du Movimento Nacional-Sindicalista, un mouvement politique portugais du début des années 1930.